# ماري تومسن
ماري تومسن (بالنرويجية البوكمول: Marie Thomsen)‏ هي مصورة نرويجية، ولدت في 1814، وتوفيت في 1889.